# Nuklearna elektrana Cernavodă
Nuklearna elektrana Cernavodă (rum.: Centrala Nucleară de la Cernavodă) je jedina nuklearna elektrana u Rumunjskoj. Ona proizvodi oko 20% električne energije u Rumunjskoj. Pogoni Cernavodă 1 i Cernavodă 2 koriste tlačne teškovodne reaktore PHWMR (eng. Pressurized Heavy Water Moderated Reactor) ili CANDU (eng. CANadian Deuterium Uranium) reaktore, koji se moderiraju (usporivač neutrona) i hladi teškom vodom. Teška voda se dobiva u mjestu Drobeta-Turnu Severin, a obična voda za hlađenje se koristi iz kanala Dunav – Crno more. Osebujnost ove elektrane je u činjenici da se radi o jedinoj nuklearnoj elektrani s teškovodnim reaktorom u Europi, koja koristi prirodni uranij kao gorivo i tešku vodu (D2O) visoke čistoće (s izotopskim sastavom > 99,75%) kao moderator (usporivač neutrona) i rashladno sredstvo (u dvije potpuno odvojene zatvorene petlje). Osobina je ove vrste energetskih nuklearnih reaktora da im se zbog prirodnog ili vrlo malog obogaćenja uranija, nuklearno gorivo mora učestalo mijenjati bez prekida pogona reaktora i proizvodnje električne energije. Zbog te činjenice i sama kalandrija specifičnog je oblika i bitno se razlikuje od reaktorskih posuda tlačnih reaktora PWR. Stoga je projektiran i izveden poseban uređaj s mehanizmom kojim se vrši izmjena gorivnih elementa u pogonu.
Teška voda je bolji moderator od obične vode, ali je taj način hlađenja skuplji. Osim što se teška voda odvojeno koristi za moderaciju i rashladno sredstvo, a prirodni uranij (ili malo obogaćeni uranij) kao nuklearno gorivo, osobenost teškovodnog reaktora (HWR) kanadske proizvodnje je i upotreba vodoravno postavljene reaktorske posude – kalandrije. 12 nuklearnih gorivnih elemenata, svaki duljine 0,5 metara, položeni su u unutrašnjost tlačne cijevi u kojoj se nalazi rashladno sredstvo pod tlakom 11 bar. Svaka tlačna cijev koaksijalno je postavljena unutar jedne od ukupno 380 cijevi kalandrije nešto većeg polumjera. Moderator (teška voda), temperature oko 603 °C, nalazi se oko cijevi kalandrije na tlaku malo većem od atmosferskog. Zamjena goriva obavlja se tokom rada reaktora posebnim strojevima. Rashladni krug izvan kolektora kalandrije isti je kao u tlačnih reaktora PWR. Teška voda temperature oko 853 °C prolazi kroz U-cijevi parogeneratora i nakon što preda toplinu običnoj vodi sekundarne strane parogeneratora vraća se natrag u reaktor. Osobenost kanadskog teškovodnog reaktora CANDU je kontinuirana izmjena nuklearnog goriva, što znači da se izmjena goriva obavlja tokom normalnog rada reaktora. Danas je u pogonu 37 tlačnih teškovodnih reaktora, uglavnom u Kanadi (17) i Indiji (15), dok ih ima i u Rumunjskoj (2), Južnoj Koreji (4), Kini (2), Argentini (1) i Pakistanu (1).
Nuklearna elektrana Cernavodă je projektirana 1980-tih, prema kanadskim nacrtima, još za vrijeme komunističkog režima Nicolae Ceauşescua. U samom početku je planirano izgraditi 5 nuklearnih reaktora, pa su betonski temelji izgrađeni za svih 5 jedinica, tako da su tri temelja danas u vidno zapuštenom stanju. Danas su dva nuklearna reaktora pod punim pogonom, dok se dva reaktora Cernavodă 3 i Cernavodă 4, planiraju završiti 2014., odnosno 2015. 

## Nuklearni reaktori

### Nuklearni reaktor Cernavodă 1
Nuklearni reaktor Cernavodă 1 je tlačni teškovodni reaktor, tipa CANDU 6, koji je završen 1996., a ima instaliranu snagu od 705,6 MW. U reaktoru ima ukupno 380 tlačnih cijevi (odnosno kanala) kalandrije. Ima 2 primarne petlje rashladnog sredstva. Ukupno je 4 parogeneratora (2 u svakoj petlji rashladnog sredstva). Tlak u primarnom krugu rashladnog sredstva iznosi 9,9 MPa, a tlak u primarnom krugu moderatora 0,1 MPa. Najviša temperatura rashladnog sredstva je 310 °C. Tlak zasićene vodene pare je 4,8 MPa, a ona se koristi za pogon parne turbine. Temperatura napojne vode parogeneratora je 187,2 °C. 

### Nuklearni reaktor Cernavodă 2
Nuklearni reaktor Cernavodă 2 je završen 6. svibnja 2007., a spojen je na elektroenergetski sustav 7. kolovoza 2007., te je punu snagu od 706 MW ostvario 12. rujna 2007. Nakon otvaranja 5. listopada 2007., Nuklearna elektrana Cernavodă postaje najveća elektrana u Rumunjskoj. Tehničke osobine reaktora su jednaka jedinici 1.

### Nuklearni reaktori Cernavodă 3 i Cernavodă 4
Planovi su da nuklearni reaktori Cernavodă 3 i Cernavodă 4 budu sličnih svojstva kao prethodne jedinice (CANDU 6 reaktor) i da svaki ima instaliranu snagu od 740 MW. Planira se da budu u radu od 2016. do 2017. Prema procjenama, vrijednost investicije bi trebala biti oko 2,3 milijarde eura. 20. Studenog 2008. otvorena je nova tvrtka Energonuclear, koju su stvorile tvrtke Nuclearelectrica, ArcelorMittal, ČEZ, GDF Suez, Enel, Iberdrola i RWE, u cilju gradnje, kontrole i pustanja u rad nuklearnih reaktora Cernavodă 3 i Cernavodă 4. 20. siječnja 2011. tvrtke GDF Suez, Iberdrola i RWE (kasnije i ČEZ) su se povukle iz tog projekta, zbog novonastale ekonomske krize i rizika da će nedostajati kapitala za završetak.

### Nuklearni reaktor Cernavodă 5
Trenutno nema planova za gradnju nuklearnog reaktora Cernavodă 5.

## Kvarovi u nuklearnoj elektrani
- 8. travnja 2009., nuklearni reaktor Cernavodă 2 je ugašen zbog kvarova koji su doveli do ispadanja iz elektroenergetskog sustava.[7]
- 30. svibnja 2009., nuklearni reaktor Cernavodă 1 je ugašen zbog pukotina u cjevovodu vode. Nuklearni reaktor Cernavodă 2 je u tom trenutku bio na popravku, tako da elektrana u to vrijeme nije proizvodila električnu energiju.[8]
- 16. siječnja 2010., nuklearni reaktor Cernavodă 1 je ugašen zbog isticanja vodene pare iz parovoda.[9]